# خسرو أباد (فومن)
خسرو أباد (بالفارسية: خسروآباد) هي قرية تقع في قسم غوراببس الريفي في إيران. يقدر عدد سكانها بـ 518 نسمة بحسب إحصاء 2016.